# Liste von Sakralbauten in Eitorf
Die Liste von Sakralbauten in Eitorf bietet eine Übersicht über die Gotteshäuser in der Gemeinde Eitorf. 

## Kirchen

### Katholische Pfarre
| Name                      | Lage                              | Bemerkungen                                                                                  | Bild                   |
| ------------------------- | --------------------------------- | -------------------------------------------------------------------------------------------- | ---------------------- |
| Sankt Patricius           | Eitorf, Schoellerstraße           |                                                                                              |                        |
| Sankt Agnes               | Merten, Kirchweg                  |                                                                                              |                        |
| Sankt Aloysius            | Mühleip, Linkenbacher Straße      |                                                                                              |                        |
| Sankt Josef               | Eitorf-Harmonie, St.-Josef-Straße | Die katholische Kirche St. Josef wurde 1970 eingeweiht als Filialkirche des Rektorats Merten |                        |
| Sankt Petrus Canisius     | Alzenbach, Siegtalstraße          |                                                                                              | Die Alzenbacher Kirche |
| Sankt Franziskus Xaverius | Obereip, Kircheiber Straße        |                                                                                              |                        |
| Alte Kirche               |                                   | nicht mehr erhalten                                                                          |                        |

### Weitere Kirchen
- Evangelische Kirche, Eitorf, Bahnhofstraße
- Neuapostolische Kirche, Eitorf, Finkenweg

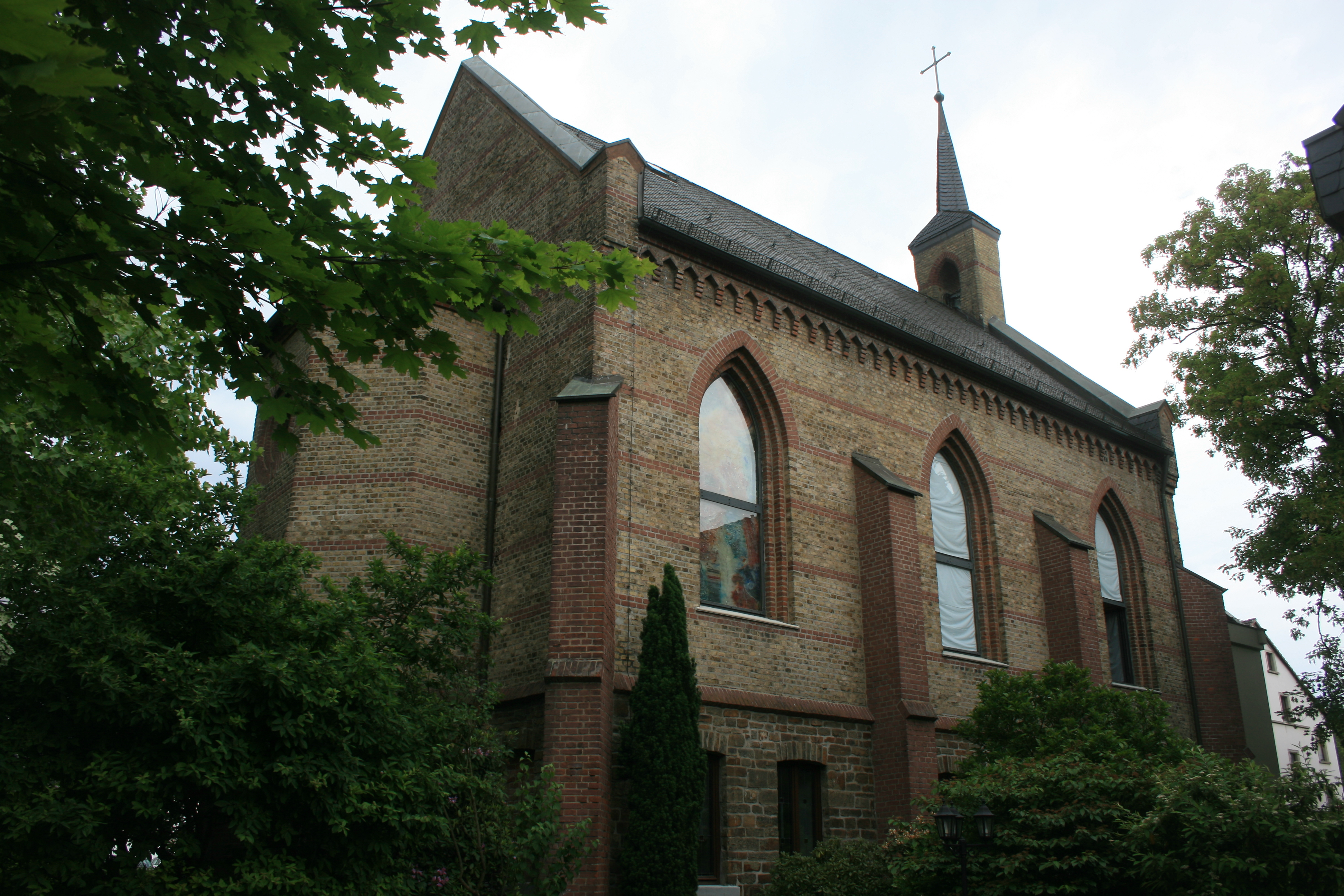
Die evangelische Kirche
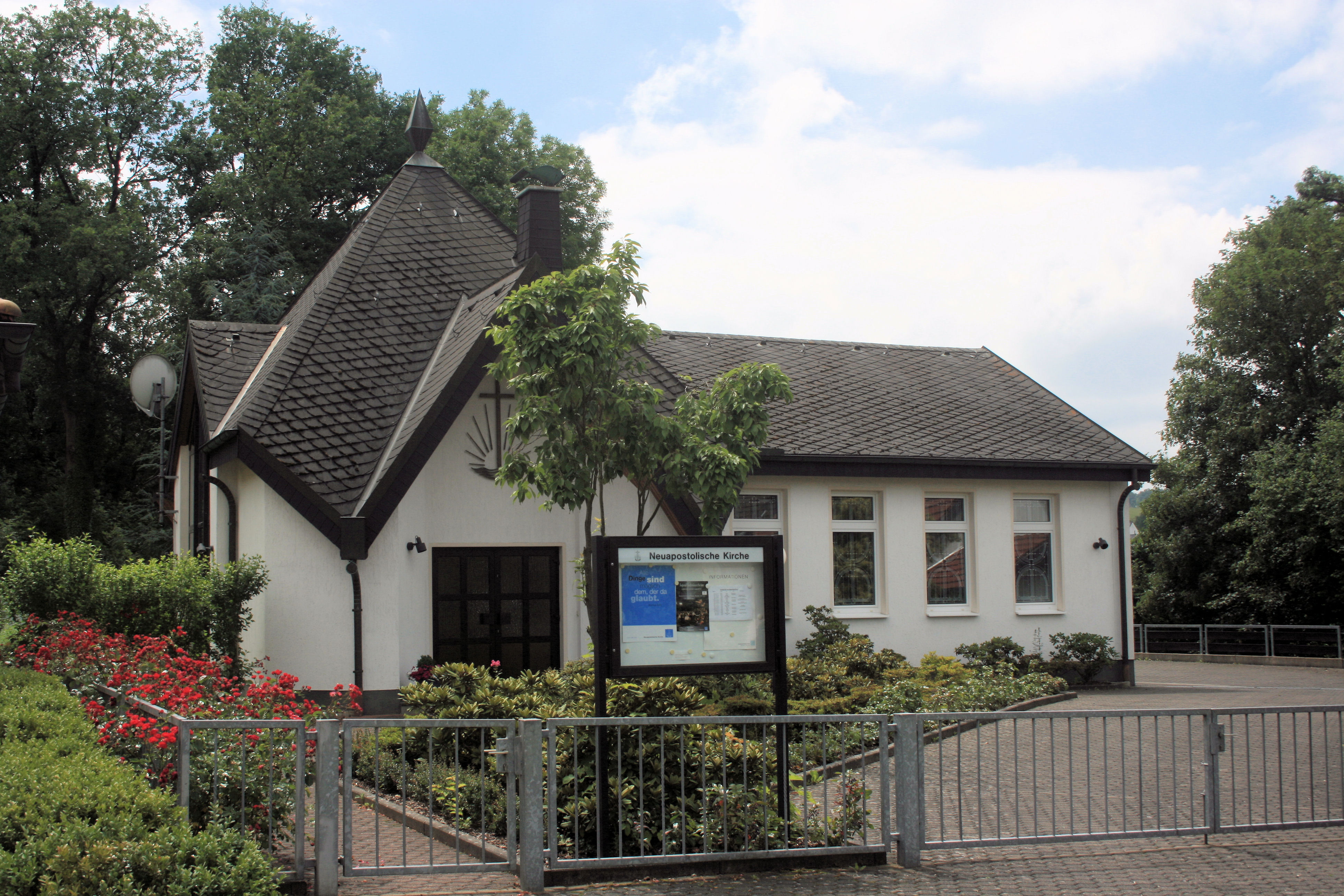
Die neuapostolische Kirche

## Kapellen
- Kapelle im Krankenhaus Eitorf, Hospitalstraße
- Eitorf, Bouaueler Straße
- Brucher Kapelle auf der Mertener Höhe
- Hönscheid, Ersterwähnung im 17. Jahrhundert, Neuerrichtung nach Inschrift: Errichtet im Jahr 1872 von Petronella Bäumgen, 1984 restauriert
- Mittelottersbach
- Alzenbach, Kapellengasse
- Büsch, An der Krautwiese
- Irlenborn, Kapellenweg
- Wassack, Juckenbacher Straße

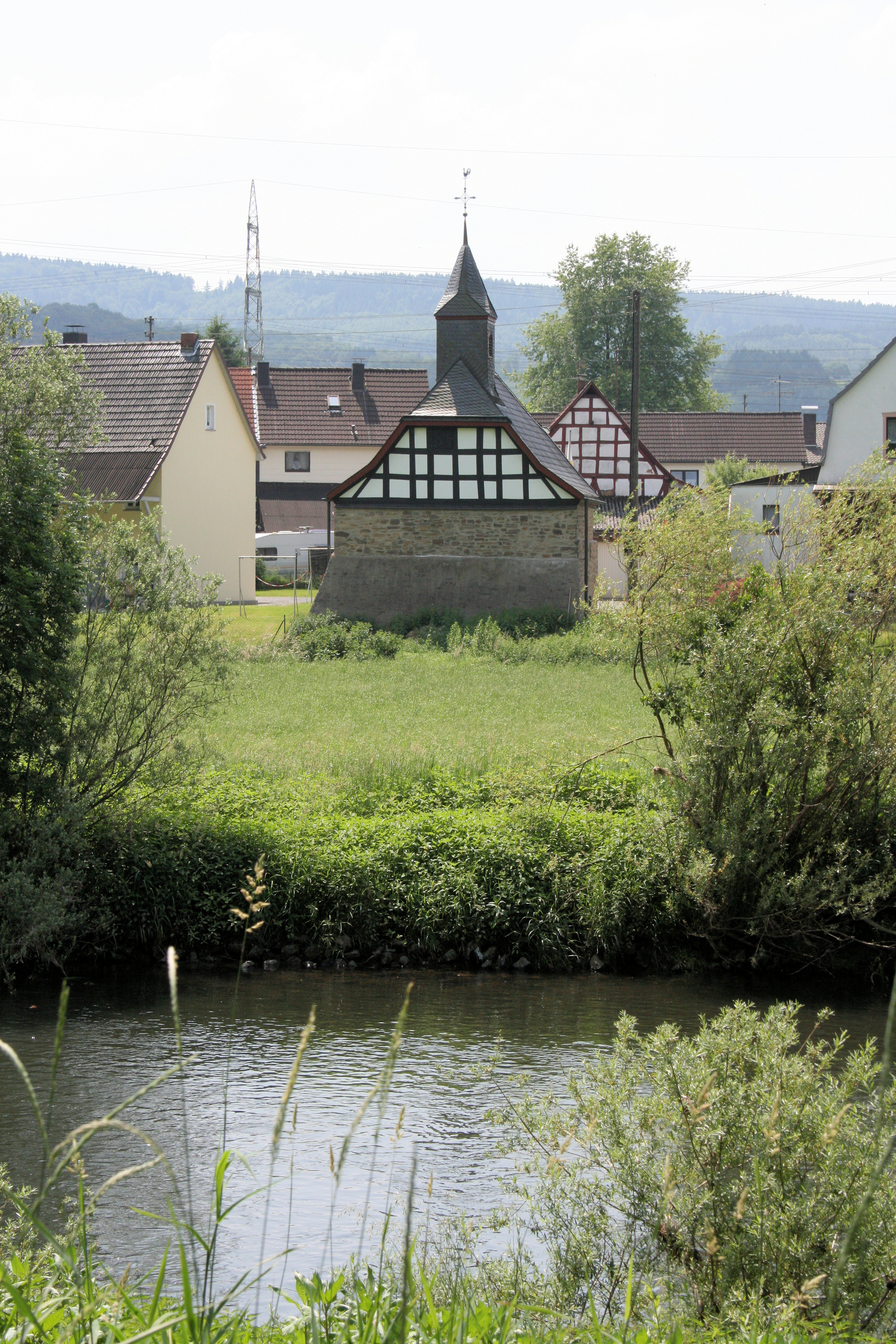
Kapelle Alzenbach
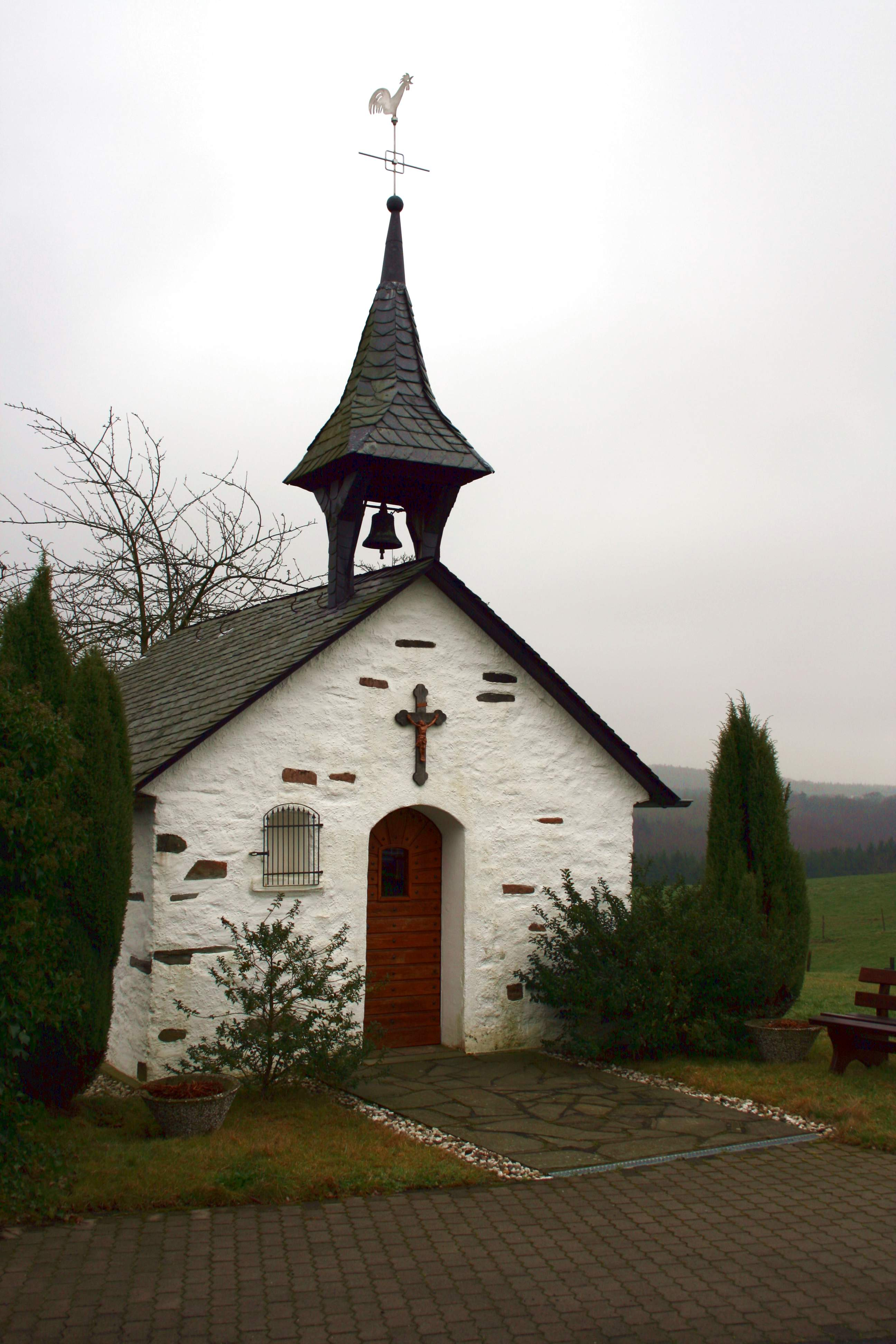
Marienkapelle in Hönscheid
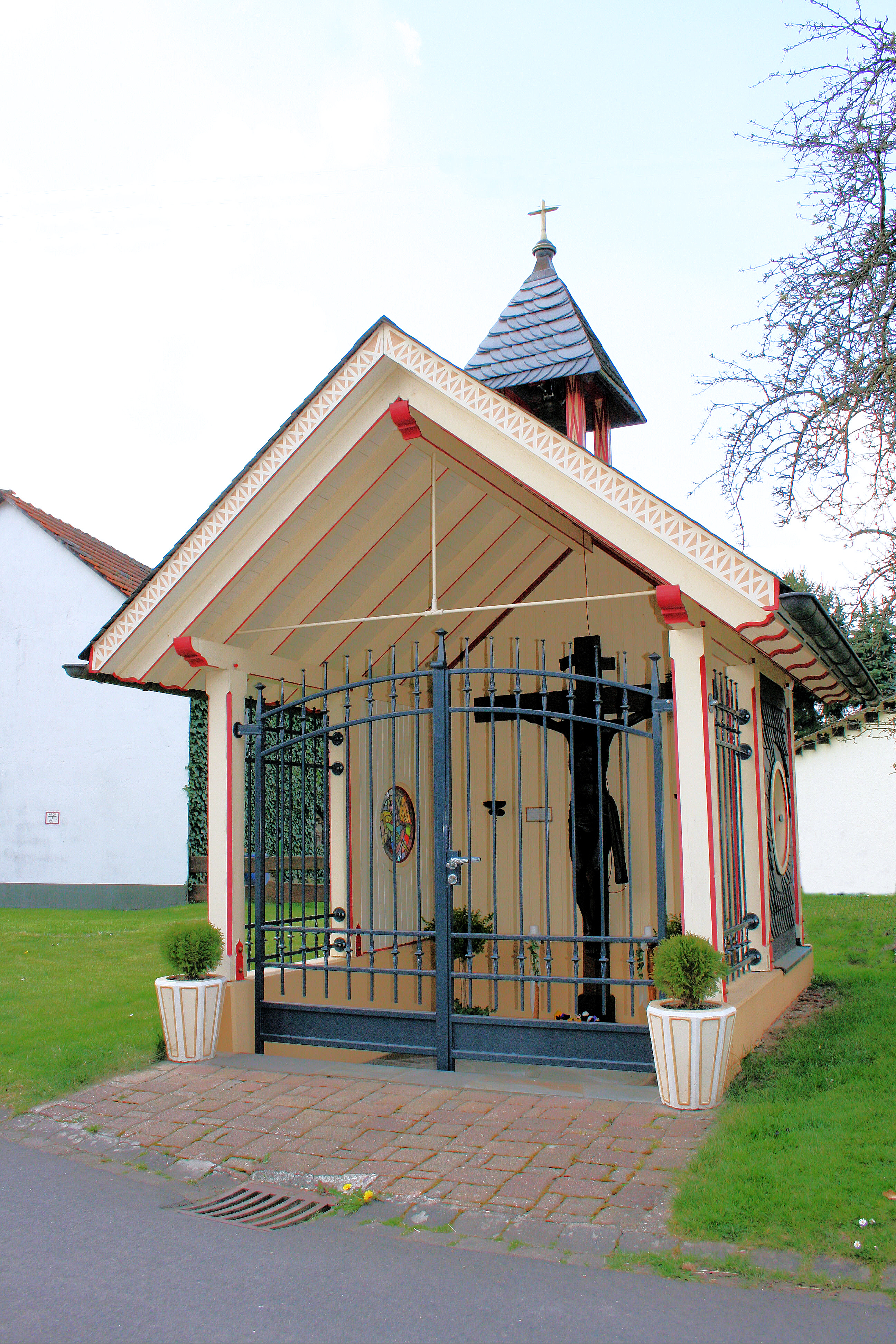
Die Irlenborner Kapelle
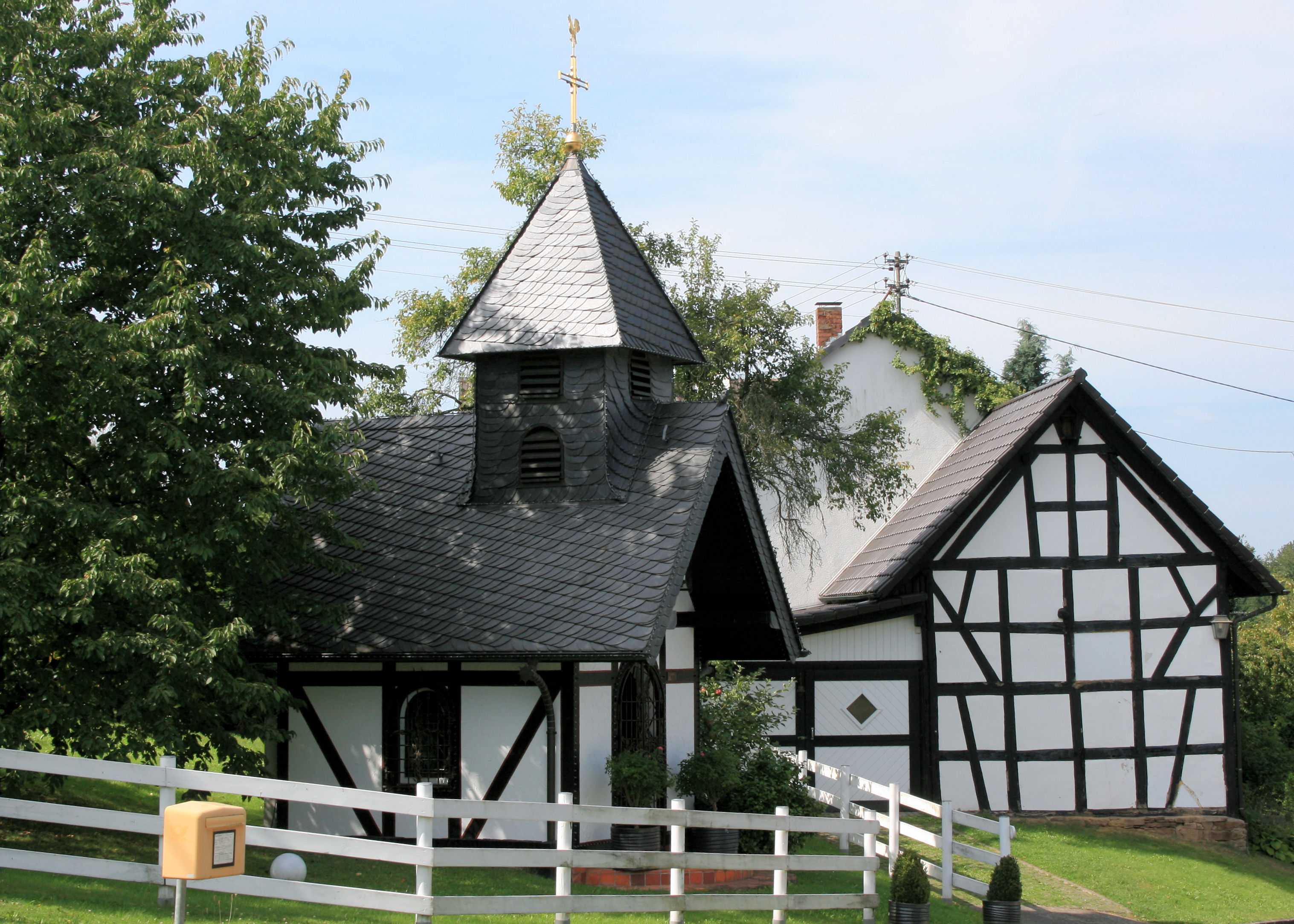
Die Büscher Kapelle
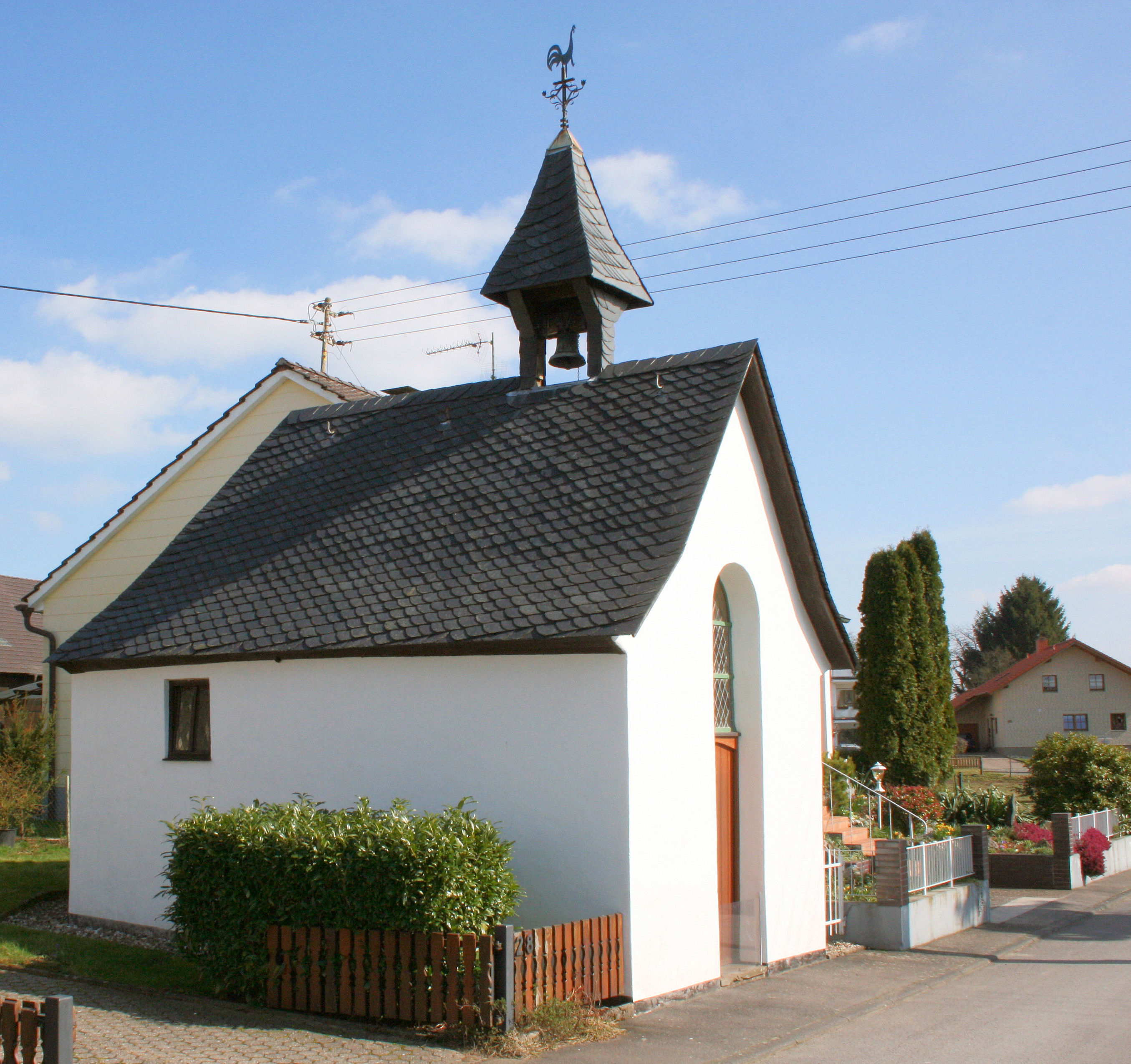
Die Kapelle in Wassack
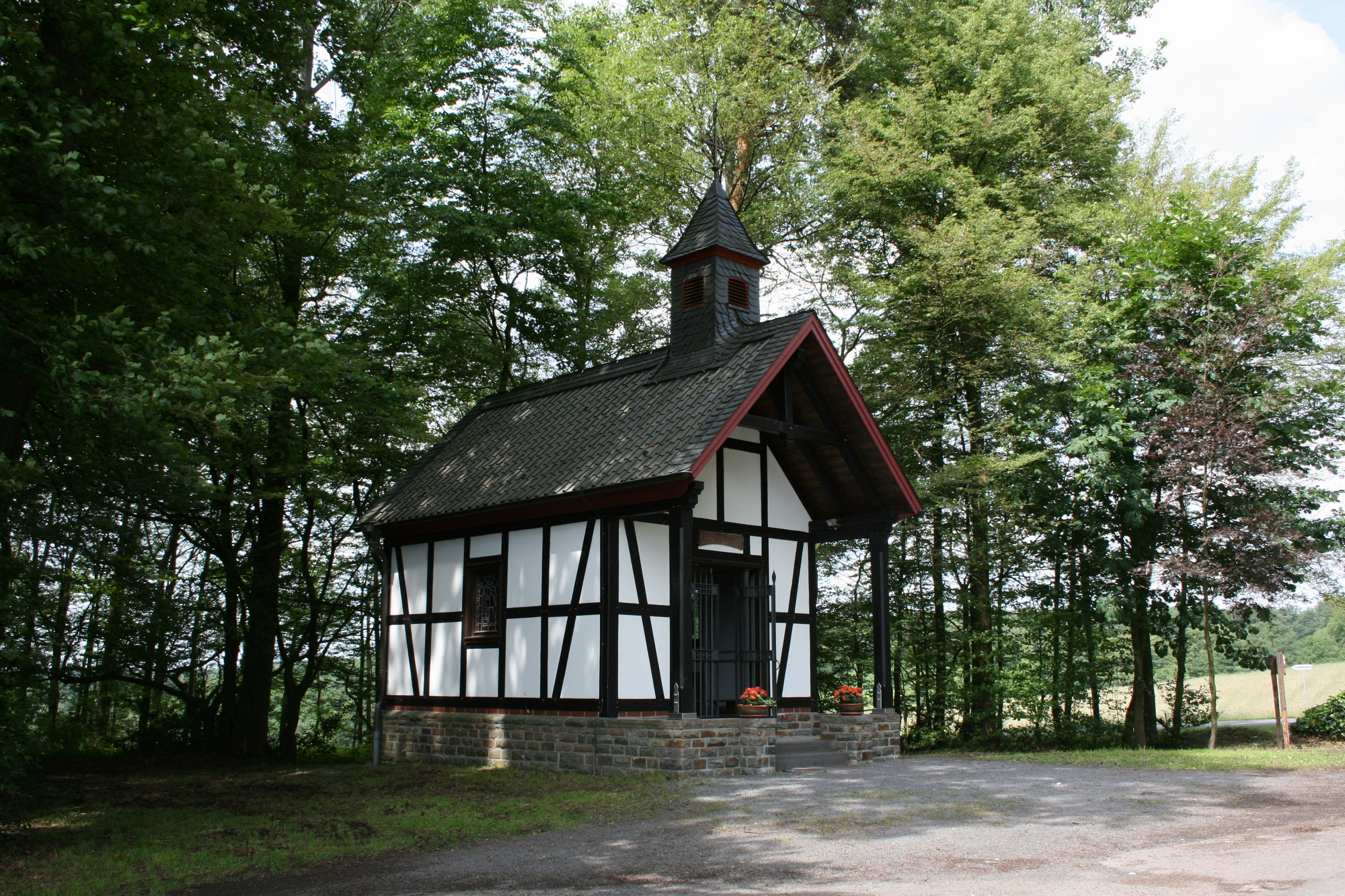
Die Brucher Kapelle
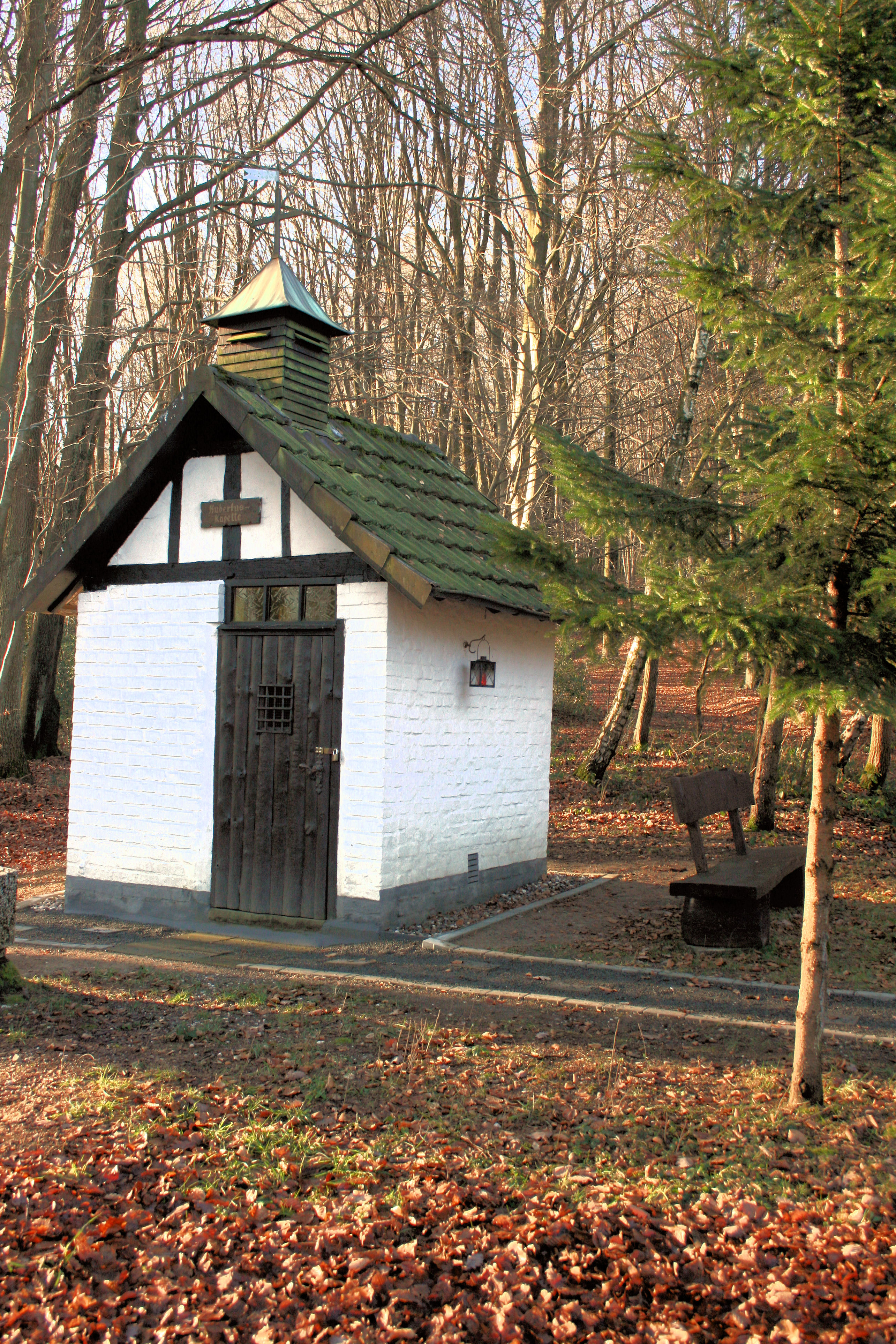
Die Kapelle oberhalb von Mittelottersbach
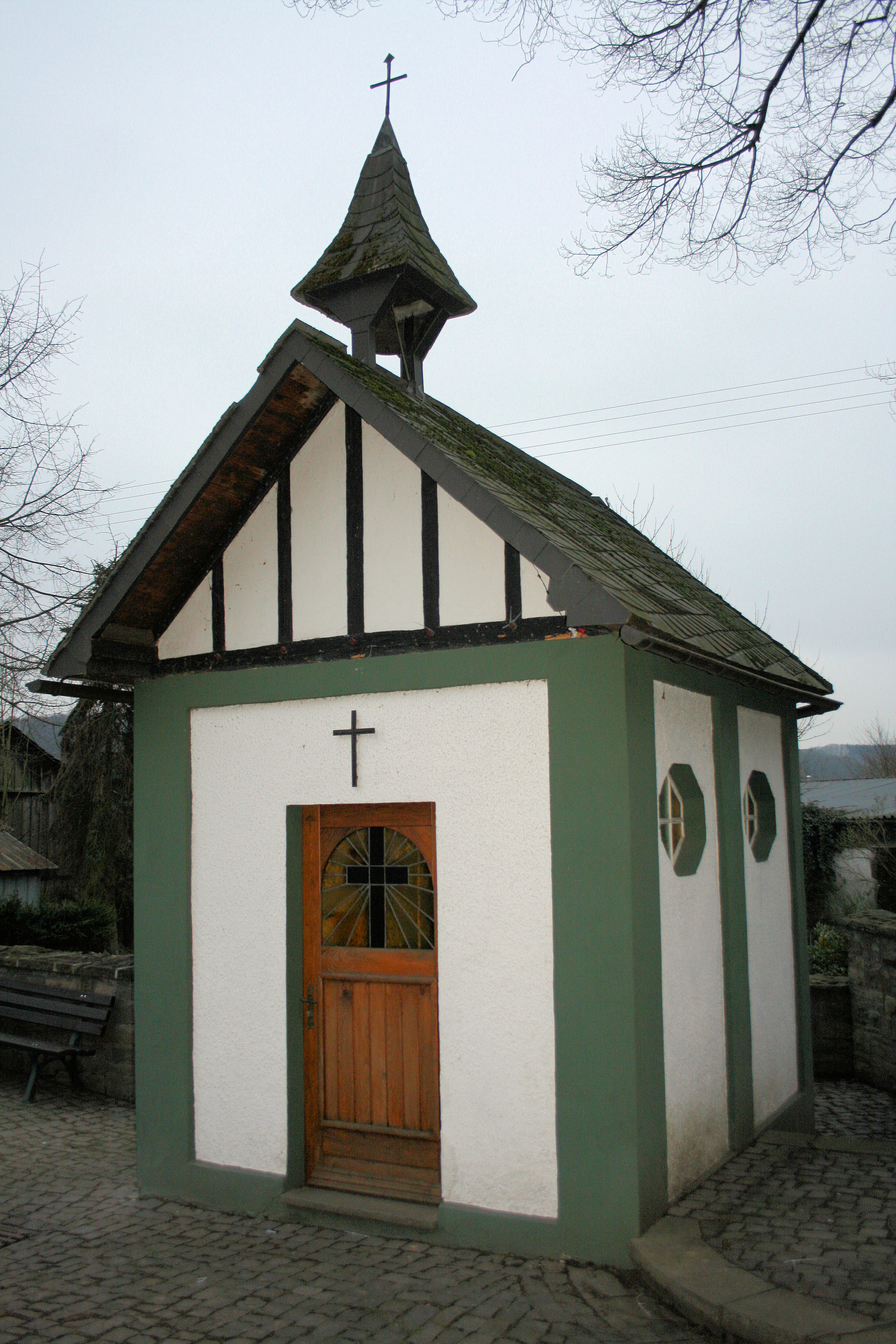
Die Kapelle von Bourauel
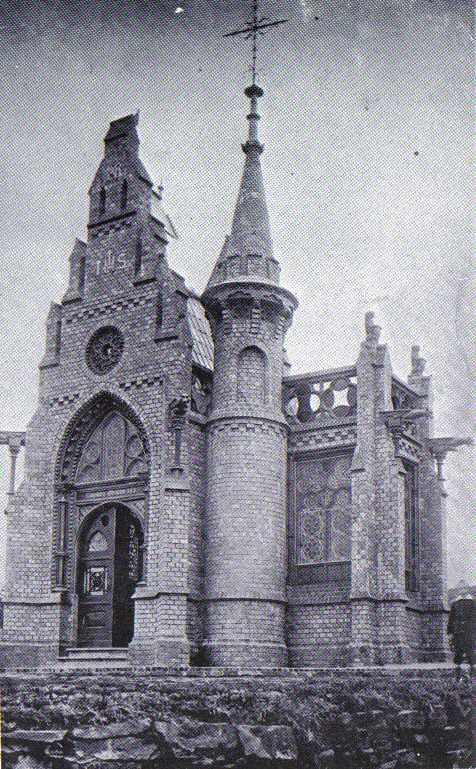
Kapelle am Richardshohn (1882 bis 1902)